# Quinton Howden
Quinton Howden (* 21. ledna 1992 Oakbank) je kanadský hokejový útočník.

## Hráčská kariéra
S hokejem začínal když mu bylo pět. Během mládí si zlomil stehenní kost při jízdě na kole, a musel být dva měsíce v sádře od hrudníku až po paty. V důsledku zranění doktoři pochyboval, že by byl velmi dobrý sportovec. V roce 2007 se stal jedničkou v Bantam draftu Western Hockey League (WHL), byl vybrán týmem Moose Jaw Warriors. Po zvážení možnosti hrát buď v National Collegiate Athletic Association (NCAA) nebo ve WHL, rozhodl podepsat smlouvu s Moose Jaw Warriors. První zápasy stihl odehrát v závěru sezony 2007/08, od ročníku 2008/09 hrával pouze za Moose Jaw Warriors. V sezóně 2009/10 se stal nejlepším hráčem týmu se 65 bodů a nejlepším nahrávačem se 37 asistencemi. Po úspěšné sezoně byl v létě draftován do NHL týmem Florida Panthers, vybrán byl v prvním kole z 25., místa.
V roce 2011 podepsal nováčkovskou smlouvu s Floridou na 3 roky. V Moose Jaw Warriors hrával do sezony 2011/12. V závěru ročníku 2011/12 si vyzkoušel první zápasy v seniorské kategorii, na farmě Panthers v San Antonio Rampage odehrál čtyři zápasy v playoff. Od sezony 2012/13 hrával převážně na farmě San Antonio než v hlavním týmu Floridy Panthers. Sezonu 2014/15 odehrál pouze za San Antonio. Po čtyřech letech ve Floridě, nedostal nabídku na prodloužení smlouvy, tím se stal volným hráčem. 1. července 2016 se dohodl s klubem Winnipeg Jets na jednoletém dvoucestném kontraktu.

## Ocenění a úspěchy
- 2010 CHL - Top Prospects Game
- 2010 MS-18 - Trojice nejlepších hráčů reprezentace na šampionátu
- 2011 WHL - Druhý All-Star Tým (Východ)

## Prvenství

### NHL
- Debut - 26. leden 2013 (Florida Panthers proti Philadelphia Flyers)
- První gól 13. března 2014 (Tampa Bay Lightning proti Florida Panthers, americkému brankáři Ben Bishop)
- První asistence 16. března 2014 (Florida Panthers proti Vancouver Canucks)

### KHL
- Debut - 23. srpna 2017 (HK Dinamo Minsk proti Jokerit)
- První gól 23. srpna 2017 (HK Dinamo Minsk proti Jokerit, americkému brankáři Ryan Zapolski)
- První asistence 6. září 2017 (HK Soči proti HK Dinamo Minsk)
- První hattrick - 2. října 2017 (HK Dinamo Minsk proti HK Dynamo Moskva)

## Klubové statistiky
| Sezóna       | Klub                          | Soutěž        |               | Základní část | Základní část | Základní část | Základní část | Základní část |               | Play off      | Play off      | Play off      | Play off      | Play off      |
| Sezóna       | Klub                          | Soutěž        | Z             | G             | A             | B             | TM            | Z             | G             | A             | B             | TM            |               |               |
| 2007/2008    | Eastman Selects               | MMHL          | 37            | 23            | 27            | 50            | 36            | —             | —             | —             | —             | —             |               |               |
| 2007/2008    | Moose Jaw Warriors            | WHL           | 5             | 0             | 0             | 0             | 0             | —             | —             | —             | —             | —             |               |               |
| 2008/2009    | Moose Jaw Warriors            | WHL           | 62            | 13            | 17            | 30            | 22            | —             | —             | —             | —             | —             |               |               |
| 2009/2010    | Moose Jaw Warriors            | WHL           | 65            | 28            | 37            | 65            | 44            | 2             | 0             | 2             | 2             | 2             |               |               |
| 2010/2011    | Moose Jaw Warriors            | WHL           | 60            | 40            | 39            | 79            | 43            | 6             | 5             | 2             | 7             | 2             |               |               |
| 2011/2012    | Moose Jaw Warriors            | WHL           | 52            | 30            | 35            | 65            | 16            | 14            | 5             | 10            | 15            | 6             |               |               |
| 2011/2012    | San Antonio Rampage           | AHL           | —             | —             | —             | —             | —             | 4             | 0             | 0             | 0             | 2             |               |               |
| 2012/2013    | Florida Panthers              | NHL           | 18            | 0             | 0             | 0             | 2             | —             | —             | —             | —             | —             |               |               |
| 2012/2013    | San Antonio Rampage           | AHL           | 57            | 13            | 17            | 30            | 24            | —             | —             | —             | —             | —             |               |               |
| 2013/2014    | Florida Panthers              | NHL           | 16            | 4             | 2             | 6             | 10            | —             | —             | —             | —             | —             |               |               |
| 2013/2014    | San Antonio Rampage           | AHL           | 59            | 10            | 17            | 27            | 26            | —             | —             | —             | —             | —             |               |               |
| 2014/2015    | San Antonio Rampage           | AHL           | 33            | 3             | 15            | 18            | 16            | 3             | 0             | 1             | 1             | 2             |               |               |
| 2015/2016    | Florida Panthers              | NHL           | 58            | 6             | 5             | 11            | 18            | —             | —             | —             | —             | —             |               |               |
| 2016/2017    | Winnipeg Jets                 | NHL           | 5             | 0             | 0             | 0             | 0             | —             | —             | —             | —             | —             |               |               |
| 2016/2017    | Manitoba Moose                | AHL           | 58            | 13            | 11            | 24            | 10            | —             | —             | —             | —             | —             |               |               |
| 2017/2018    | HK Dinamo Minsk               | KHL           | 56            | 17            | 15            | 32            | 34            | —             | —             | —             | —             | —             |               |               |
| 2018/2019    | HK Dinamo Minsk               | KHL           | 58            | 12            | 16            | 28            | 24            | —             | —             | —             | —             | —             |               |               |
| 2019/2020    | Torpedo Nižnij Novgorod       | KHL           | 36            | 7             | 6             | 13            | 39            | —             | —             | —             | —             | —             |               |               |
| 2019/2020    | HK Viťaz                      | KHL           | 19            | 4             | 3             | 7             | 4             | 4             | 2             | 0             | 2             | 2             |               |               |
| 2020/2021    | Malmö Redhawks                | SHL           | 11            | 0             | 3             | 3             | 12            | —             | —             | —             | —             | —             |               |               |
| 2021/2022    | Kölner Haie                   | DEL           | 45            | 7             | 11            | 18            | 20            | —             | —             | —             | —             | —             |               |               |
| 2022/2023    | Brûleurs de Loups de Grenoble | LM            | 16            | 1             | 7             | 8             | 4             | 12            | 0             | 3             | 3             | 4             |               |               |
| 2022/2023    | Mikkelin Jukurit              | Liiga         | 10            | 0             | 1             | 1             | 10            | —             | —             | —             | —             | —             |               |               |
| 2023/2024    | Sezónu nehrál                 | Sezónu nehrál | Sezónu nehrál | Sezónu nehrál | Sezónu nehrál | Sezónu nehrál | Sezónu nehrál | Sezónu nehrál | Sezónu nehrál | Sezónu nehrál | Sezónu nehrál | Sezónu nehrál | Sezónu nehrál | Sezónu nehrál |
| 2024/2025    | Springfield Winterhawks       | SEMHL         |               |               |               |               |               |               |               |               |               |               |               |               |
| Celkem v NHL | Celkem v NHL                  | Celkem v NHL  | 97            | 10            | 7             | 17            | 30            | —             | —             | —             | —             | —             |               |               |

## Reprezentace
| Rok                       | Tým                       | Soutěž                    | Z  | G | A | B  | TM |
| ------------------------- | ------------------------- | ------------------------- | -- | - | - | -- | -- |
| 2010                      | Kanada 18                 | MS-18                     | 6  | 4 | 2 | 6  | 4  |
| 2011                      | Kanada 20                 | MSJ                       | 7  | 2 | 3 | 5  | 4  |
| 2012                      | Kanada 20                 | MSJ                       | 6  | 3 | 3 | 6  | 2  |
| 2018                      | Kanada                    | OH                        | 3  | 0 | 1 | 1  | 0  |
| Juniorská kariéra celkově | Juniorská kariéra celkově | Juniorská kariéra celkově | 19 | 9 | 8 | 17 | 10 |
| Seniorská kariéra celkově | Seniorská kariéra celkově | Seniorská kariéra celkově | 3  | 0 | 1 | 1  | 0  |